# Florian (męczennik)

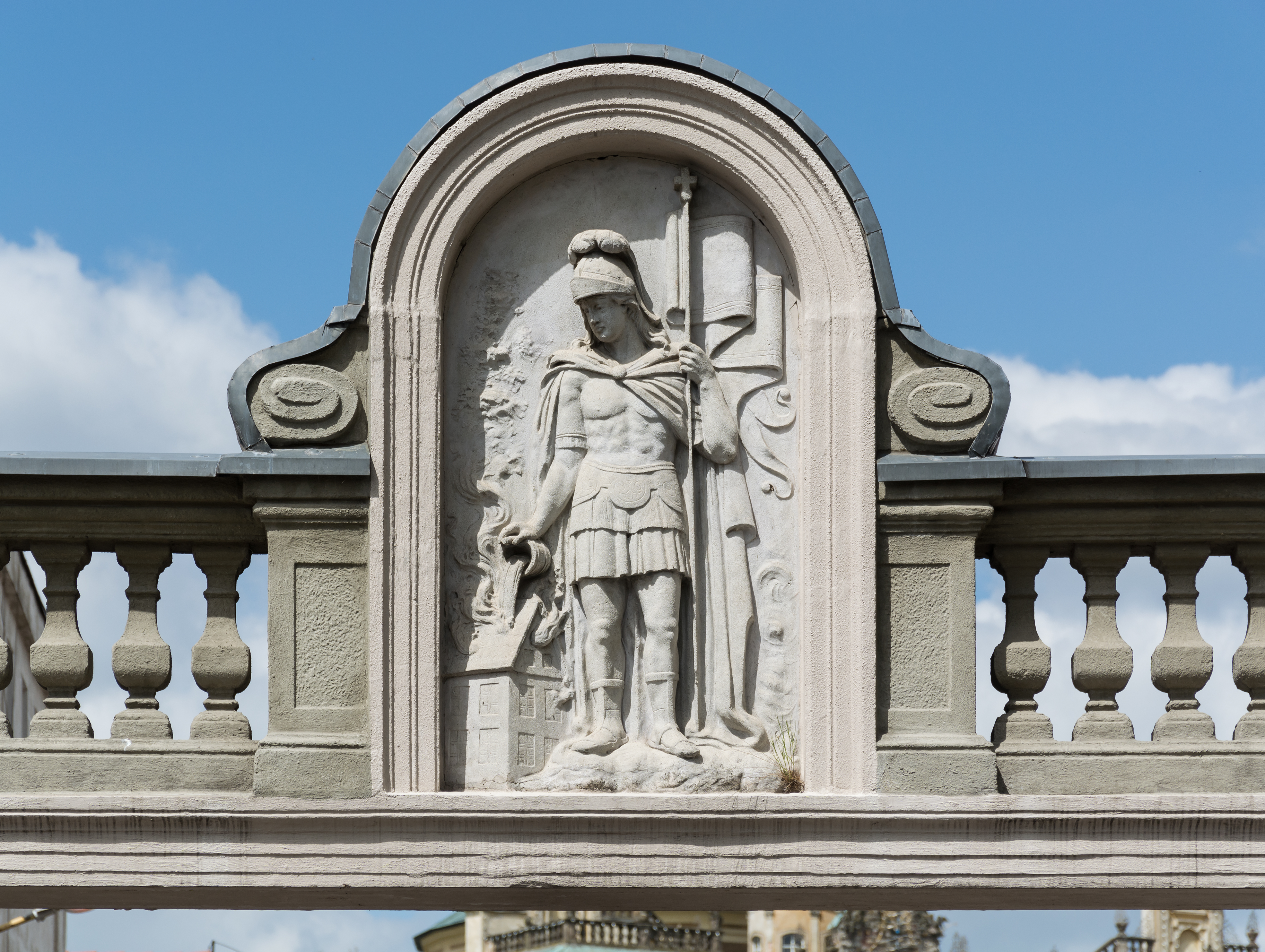
Figura św. Floriana w Wambierzycach

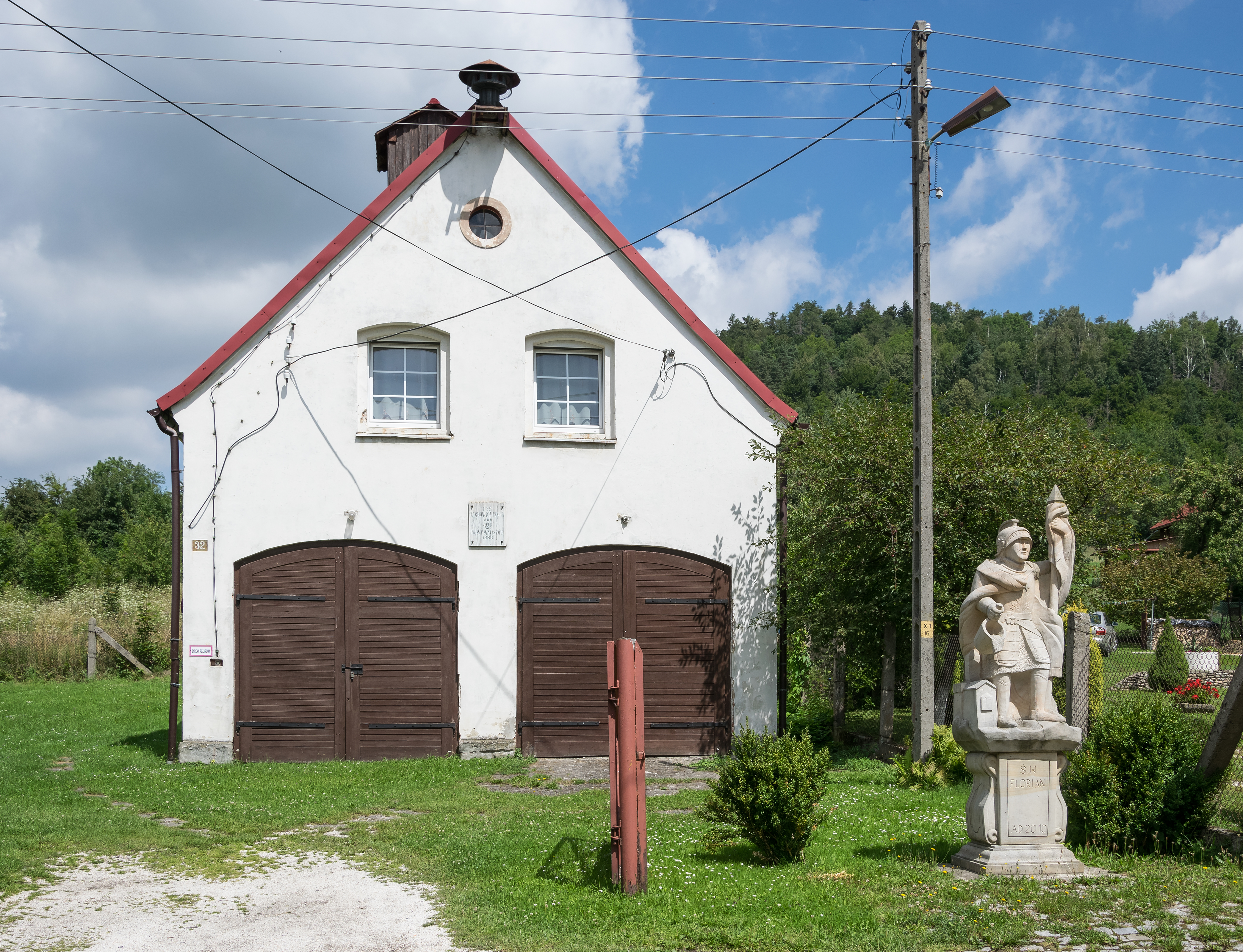
Figura świętego przy remizie OSP w Nowym Waliszowie

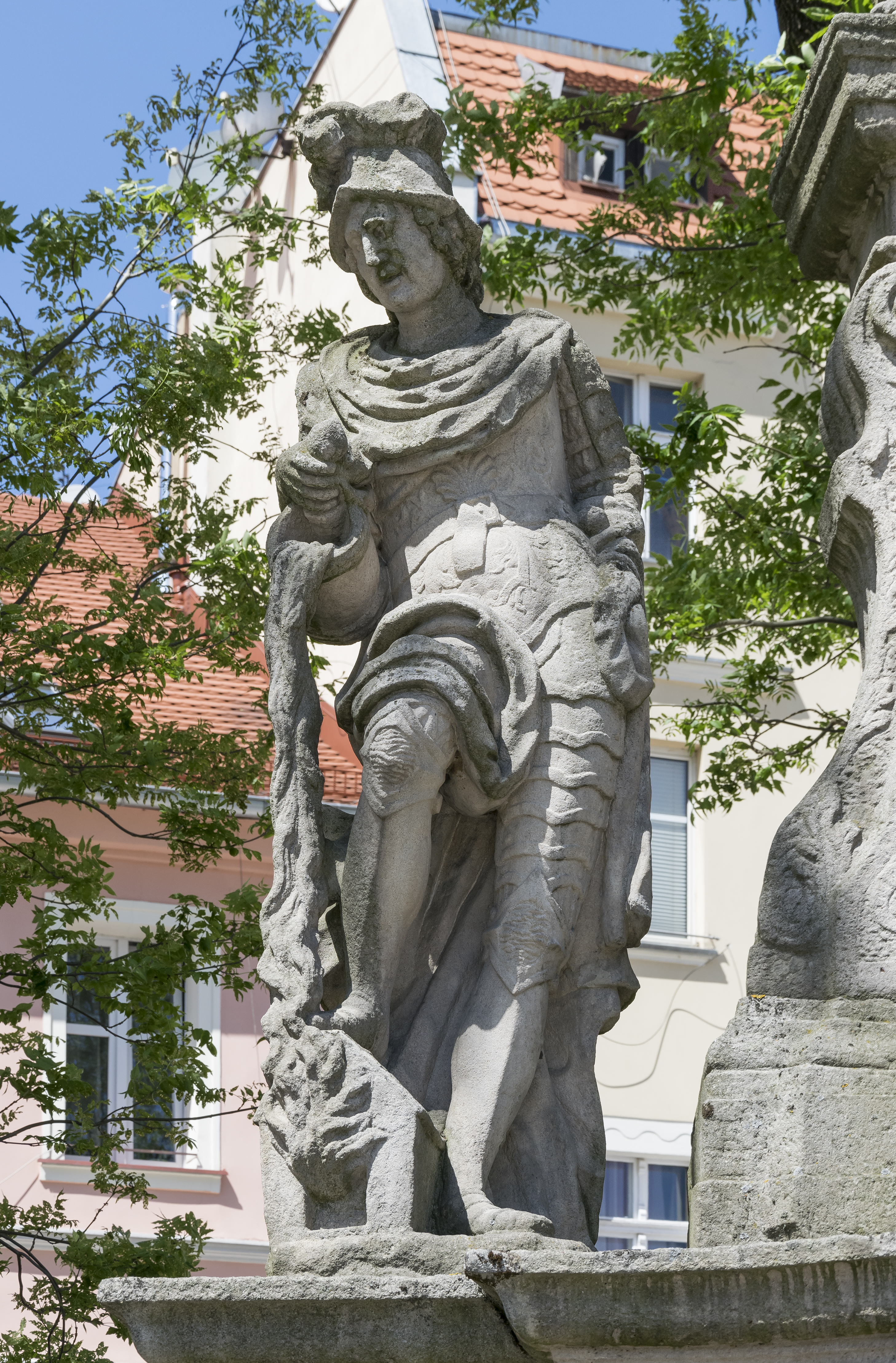
Figura świętego w Dusznikach-Zdroju

Florian z Lauriacum (ur. w II połowie III wieku w Ceti, zm. 4 maja 304) – rzymski oficer, męczennik chrześcijański, święty katolicki i prawosławny.

## Żywot

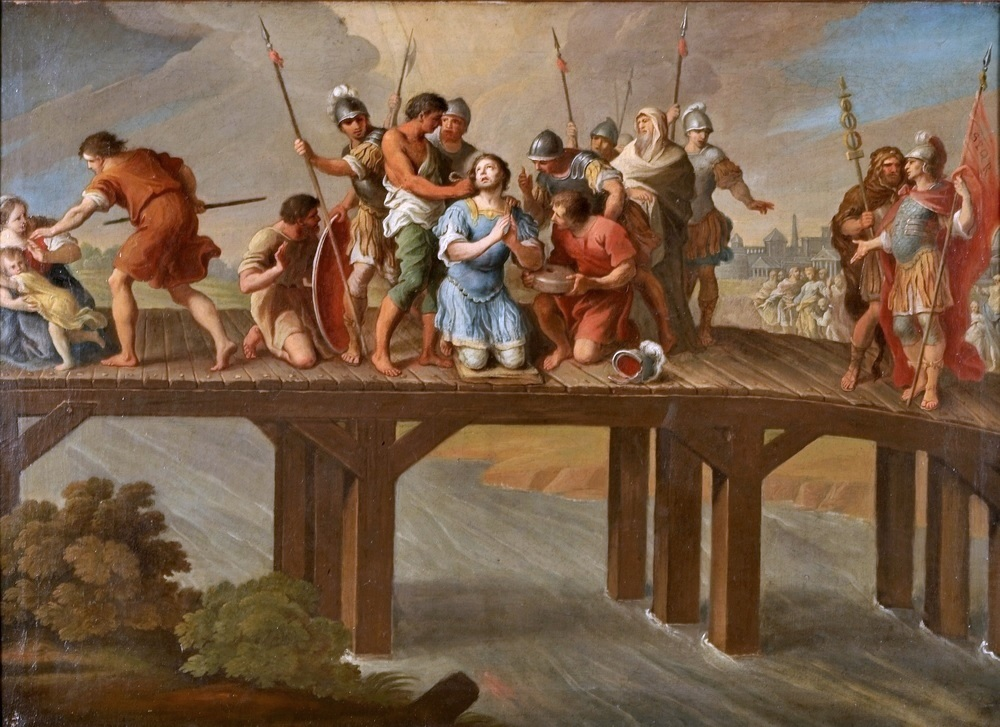
Obraz Męczeństwo św. Floriana z 1750 roku autorstwa Szymona Czechowicza

Urodził się ok. 250 roku w Ceti (obecnie Zeiselmauer). Jego życie przypadło na okres prześladowań chrześcijan. W młodym wieku został powołany do armii cesarza rzymskiego – Dioklecjana (284–305). W roku 304 ujął się za prześladowanymi legionistami chrześcijańskimi, za co został skazany na karę śmierci. 4 maja 304 poniósł śmierć męczeńską w nurtach rzeki Enns (Anizy), na terenie dzisiejszej Górnej Austrii, w miejscowości Lauriacum (obecnie Lorch).
Ciało Floriana odnalazła wdowa Waleria. Nad jego grobem z czasem wybudowano kościół i klasztor ojców Benedyktynów, a później klasztor Kanoników laterańskich według reguły św. Augustyna. W roku 1184 biskup Modeny, na prośbę księcia Kazimierza Sprawiedliwego, sprowadził relikwie św. Floriana do Krakowa.

### Legenda
Przypisywano mu obok funkcji wojskowych dowodzenie oddziałem gaśniczym. Według legendy, ocalił płonącą wioskę jednym wiadrem wody.

## Relikwie
Na krakowskim Kleparzu stoi kościół pw. św. Floriana, fundacji biskupa krakowskiego Gedki – w miejscu, gdzie według legendy zatrzymały się konie wiozące relikwie świętego na Wawel. Konie tak długo nie chciały ruszyć z miejsca, aż zdecydowano o wybudowaniu świątyni. Kult św. Floriana rozprzestrzenił się zwłaszcza od czasu pożaru Kleparza, kiedy kościół jako jedyny z tamtejszych budynków cudownie ocalał. Obecnie relikwie Świętego Floriana znajdują się na Wawelu, w bazylice św. Floriana w Krakowie i w Chorzowie. 4 maja 2004 roku  relikwie trafiły do bazyliki katedralnej św. Michała Archanioła i św. Floriana w Warszawie. 26 kwietnia 2008 roku uroczyście wprowadzono relikwie do kościoła św. Józefa w Skołyszynie 29 listopada 2008 roku do kościoła św. Floriana w Chodzieży, w grudniu 2013 roku do sanktuarium św. Wojciecha w Bielinach, od 9 listopada 2014 roku są w Kolbuszowej i od 2 maja 2015 r. w Dobrzechowie. 4 czerwca 2021 r. do kościoła parafialnego w Kuczynie w województwie podlaskim zostały wprowadzone  relikwie.

## Patronat
Święty Florian został w 1436 roku przez biskupa krakowskiego kard. Zbigniewa Oleśnickiego ustanowiony jednym z czterech głównych patronów Królestwa Polskiego.
Św. Florian jest patronem wykonawców zawodów  wiążących się z ogniem: strażaków, hutników i koksowników, kominiarzy, garncarzy, piekarzy. Jest również patronem Górnej Austrii obok św. Leopolda oraz miasta Linz, gdzie rozwinięty jest przemysł hutniczy.
19 października 1993 roku Kongregacja do spraw kultu Bożego przy stolicy Apostolskiej nadała miastu Chorzów patrona św. Floriana, gdzie otaczany jest szczególnym kultem.
2 kwietnia 2009 roku Kongregacja ds. Kultu Bożego i Dyscypliny Sakramentów nadała miastu Żnin jako patrona św. Floriana.

## Ikonografia

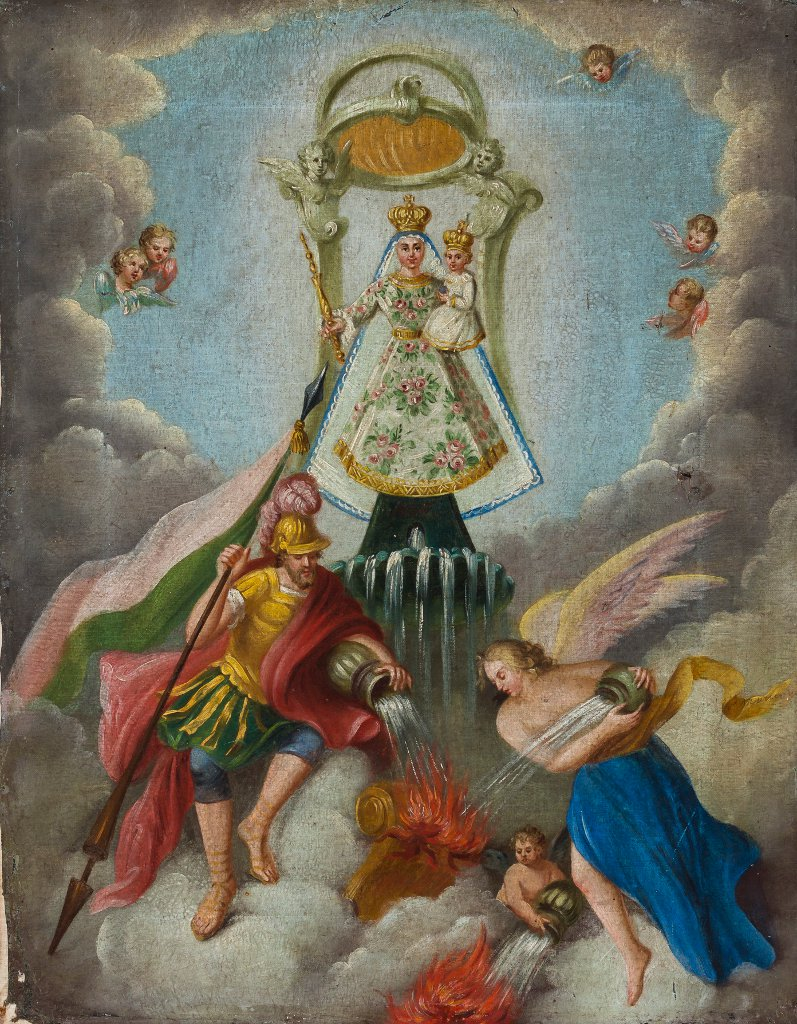
Atrybutem Floriana jest m.in. skopiec wody

W ikonografii przedstawiany jest najczęściej w stroju rzymskiego oficera, z naczyniem z wodą do gaszenia ognia, lub wprost gaszącego pożar. Czasami jako książę. Bywa, że w ręku trzyma chorągiew.
Jego atrybutami są: kamień młyński u szyi, kolczuga, krzyż, czerwony i biały krzyż, miecz, palma męczeńska, płonący dom, orzeł, tarcza, zbroja.

## Dzień obchodów
Jego wspomnienie liturgiczne w Kościele katolickim obchodzone jest 4 maja.
W polskim Kościele ma rangę wspomnienia obowiązkowego, a w Krakowie, którego św. Florian jest patronem, święta.

## Krzyż św. Floriana

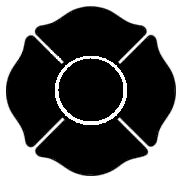
Krzyż świętego Floriana wer. 1
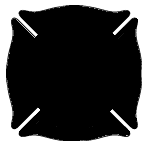
Krzyż świętego Floriana wer. 2
Krzyż świętego Floriana wer. 3 zgeneralizowana